# ایهور هنچار
ایهور هنچار (اوکراینی: Ігор Вікторович Гончар؛ زادهٔ ۱۰ ژانویهٔ ۱۹۹۳) بازیکن فوتبال اهل اوکراین است.
از باشگاه‌هایی که در آن بازی کرده‌است می‌توان به باشگاه فوتبال اوورلا اوژهورود، باشگاه فوتبال شاختار دونتسک، و باشگاه فوتبال اوبولون-برووار کیف اشاره کرد.
وی همچنین در تیم ملی فوتبال زیر ۲۱ سال اوکراین بازی کرده‌است.